# Ritón de los segadores
El Ritón de los segadores es un jarrón de piedra o ritón de finales de la Edad del Bronce encontrado en Hagia Triada, un antiguo «palacio» de la civilización minoica en Creta. Ahora se encuentra en el Museo Arqueológico de Heraclión y es un ejemplo importante del arte neopalacial minoico, que data aproximadamente del 1550 al 1500 a. C.
El jarrón se realizó en tres partes, de las cuales falta la más baja, y se reemplazó con yeso sin decorar. Una banda en relieve que recorre la parte más ancha del jarrón representa a hombres marchando en una celebración de la cosecha, probablemente con un elemento religioso.
La escena ha sido elogiada por su «impresión de movimiento rítmico y vital», aunque se ha discutido mucho sobre lo que muestra exactamente. Es efectivamente único en el arte minoico, donde las representaciones detalladas de la gente común son prácticamente inexistentes.
Los tres jarrones de piedra tallados minoicos más importantes con escenas figurativas de humanos se encontraron en el sitio arqueológico de Hagia Triada en Grecia. La «copa del príncipe» probablemente sea del mismo artista, quizás trabajando en Cnosos. El tercero es el «Ritón del púgil».

## Descripción
El jarrón tiene forma de huevo de avestruz; se trataba de un objeto raro y exótico en el Mediterráneo de la Edad del Bronce. Su uso era para realizar libaciones de líquidos en rituales religiosos. Habría tenido un segundo orificio en el fondo, que se tapaba con un dedo hasta que se requería flujo. Probablemente originalmente estaba recubierto con pan de oro, en su totalidad o en parte.
Alrededor de la parte más ancha hay un relieve de una procesión, quizás una danza, de unos 26 hombres. Este está cortado a la altura de las piernas, pero presumiblemente se continuó en la sección más baja que falta. La mayoría de los hombres son jóvenes y visten de la misma manera, con faldellines y «gorras de ala plana». Las excepciones son un hombre de aspecto mayor, con pelo largo y un abrigo decorado con un patrón de escamas o festones. Lleva un bastón largo curvado en la parte inferior y parece liderar el grupo. También hay un hombre con un sistro, un instrumento musical parecido a un cascabel, que tiene la boca bien abierta, y puede estar cantando. Detrás de él vienen cuatro hombres envueltos en capas, que también tienen la boca bien abierta.
Entre los hombres, cerca del final de la procesión, una figura se ha dado vuelta, tal vez para ayudar a otra figura cuya cabeza está mucho más abajo. Quizás se haya caído borracho.

## Interpretación
El cuerpo principal de la «base» lleva «curiosos palos de tres puntas» sobre sus hombros y tiene «objetos parecidos a bolsas» alrededor de sus rodillas. Este equipo ha sido muy discutido y a menudo se considera un kit para sembrar o cosechar y trillar cultivos de cereales. También se ha sugerido equipamiento para la recolección de aceitunas. Un propósito militar fue el primer pensamiento de los descubridores, pero ha sido menos popular entre los escritores posteriores. Dieter Rumpel reflexiona sobre la viabilidad de los implementos de tres puntas para las distintas tareas agrícolas que se les proponen y concluye que no funcionarían. Se vuelve a una finalidad militar, o más bien naval, como armas punzantes para su uso en estrecho contacto entre embarcaciones.